# NBA 2K7
NBA 2K7 è un videogioco di pallacanestro per Xbox e PlayStation con squadre e campionati della NBA, National Basketball Association. Il roster ufficiale è aggiornato al 14 luglio 2006, per cui alcuni colpi di mercato non sono verificabili all'interno del gioco (ad esempio il passaggio di Allen Iverson dai Philadelphia 76ers ai Denver Nuggets in cambio di Andre Miller e Joe Smith).
Una particolarità di questo gioco è la possibilità di assemblare i vari replay salvati per creare autentici video musicali in stile pubblicitario, ma potranno usufruirne solo gli abbonati a Xbox Live.

## Riconoscimenti
- Premio IGN come miglior gioco di sport per PlayStation 3 del 2006.[1]